# Ringer-Bundesliga 2006/07
Die Ringer-Bundesliga 2006/07 wurde erstmals mit vier Staffeln ausgetragen. Im Kampf um die Meisterschaft nahmen in der Vorrunde insgesamt 23 Mannschaften teil. Der Rekordmeister VfK Schifferstadt musste seine Mannschaft aus finanziellen Gründen nach der Vorrunde zurückziehen. Der Meister aus der Vorsaison, 1. Luckenwalder SC, verlor die Finalkämpfe gegen den neuen Meister KSV Köllerbach.

## Strukturänderung der Bundesliga
Im November 2005 wurde auf der Delegiertenversammlung des DRB eine Strukturveränderung der 1. Bundesliga beschlossen.
Die Vorrunden-Staffeln Nord und Süd wurden durch die vier Staffeln Nordost, West, Südwest und Südost ersetzt. Die Staffeln sollten jeweils mit sechs Mannschaften besetzt werden, wodurch sich die 1. Bundesliga auf 24 Vereine vergrößert hätte. Da in der Saison 2006/07 in der Staffel West lediglich fünf Vereine antraten, rangen insgesamt 23 Mannschaften um die Meisterschaft. Die besten vier Mannschaften jeder Staffel erreichten die neu eingeführte Zwischenrunde mit den Gruppen A bis D. Die vier Gruppensieger der Zwischenrunde qualifizierten sich für die weiterhin im Play-off-Modus ausgetragene Endrunde. Die Endrunde bestand nur noch aus dem Halbfinale und dem Finale. In beiden Runden wurden ein Vor- und ein Rückkampf ausgetragen. Der Sieger der beiden Finalkämpfe trägt wie gewohnt den Titel deutscher Mannschaftsmeister.
Die Tabellenfünften und -sechsten der Vorrundengruppen nahmen an den Relegationswettkämpfen der jeweiligen Staffel teil. Zu jeder Staffel gehörten zwei Relegationsgruppen, die jeweils aus einem Erstligisten und zwei Vereinen aus der 2. Bundesliga. bestanden. Die Sieger der acht Gruppen erhielten für die Folgesaison die Startberechtigung in der 1. Bundesliga.
In den Tabellen der verschiedenen Runden zählen bei Punktgleichstand die direkten Vergleiche der Vereine mit identischen Punkteständen. Gibt es mehr als zwei Vereine mit Punktgleichstand, so wird aus den Kampfergebnissen dieser Teams eine Hilfstabelle gebildet, bei der neben den Punkten auch die Kampfpunkte als Kriterium zur Festlegung der Reihenfolge herangezogen werden. Die Reihenfolge der Mannschaften aus dieser Hilfstabelle wird in die finale Tabelle übernommen.

## Vorrunde
| Legende | Legende                          |
| ------- | -------------------------------- |
|         | Teilnahme an der Zwischenrunde   |
|         | Teilnahme an der Relegation      |
| (M)     | Meister der Vorsaison            |
| (N)     | Aufsteiger aus der 2. Bundesliga |

Die Wettkämpfe der Vorrunde fanden zwischen dem 6. Oktober und dem 2. Dezember 2006 statt.
Durch die Aufstockung der Liga traten in dieser Saison acht Aufsteiger an, jeweils drei in den Staffeln Nordost und Südwest und jeweils eine in den Staffeln West und Südost.

### Staffel Nordost
Der deutsche Meister der Saison 2005/06 aus Luckenwalde gewann alle seine Kämpfe und wurde souverän Gruppensieger der Nordost-Staffel. Kurios waren die anderen fünf Plätze: Der KFC Leipzig, die KG Frankfurt/Eisenhüttenstadt, der FC Erzgebirge Aue, der RV Thalheim und die KG Rostock/Warnemünde hatten alle ein Punkteverhältnis von 8:12 Punkten.
| Pl. | Verein                        | K. | Kampfpkte. | Diff. | Pkte. |
| --- | ----------------------------- | -- | ---------- | ----- | ----- |
| 1.  | 1. Luckenwalder SC (M)        | 10 | 267:880    | +179  | 20:00 |
| 2.  | KFC Leipzig (N)               | 10 | 170:188    | 0−18  | 08:12 |
| 3.  | KG Frankfurt/Eisenhüttenstadt | 10 | 146:196    | 0−50  | 08:12 |
| 4.  | FC Erzgebirge Aue (N)         | 10 | 163:192    | 0−29  | 08:12 |
| 5.  | RV Thalheim (N)               | 10 | 152:204    | 0−52  | 08:12 |
| 6.  | KG Rostock/Warnemünde *       | 10 | 160:190    | 0−30  | 08:12 |

### Staffel West
In der Bundesliga West besiegte der KSV Köllerbach seine Konkurrenten jedes Mal souverän und blieb in der Fünferstaffel ohne Niederlage. Der ASV Hüttigweiler trat den Weg in die Relegation ohne Sieg in der laufenden Saison an.
| Pl. | Verein               | K. | Kampfpkte. | Diff. | Pkte. |
| --- | -------------------- | -- | ---------- | ----- | ----- |
| 1.  | KSV Köllerbach       | 8  | 221:680    | +153  | 16:00 |
| 2.  | KSV Witten 07        | 8  | 188:114    | 0+74  | 12:40 |
| 3.  | VfK Schifferstadt    | 8  | 144:148    | 0−4   | 8:8   |
| 4.  | KSK Konkordia Neuss  | 8  | 116:182    | 0−66  | 04:12 |
| 5.  | ASV Hüttigweiler (N) | 8  | 069:226    | −157  | 00:16 |

### Staffel Südwest
In der Staffel Südwest wurde der SV Germania Weingarten überlegener Meister. Die Badener bekamen erst am letzten Kampftag durch ein Unentschieden gegen den KSV Aalen ihren ersten Gegenpunkt.
| Pl. | Verein                 | K. | Kampfpkte. | Diff. | Pkte.   |
| --- | ---------------------- | -- | ---------- | ----- | ------- |
| 1.  | SV Germania Weingarten | 10 | 241:115    | +126  | 19:10   |
| 2.  | KSV Aalen 05           | 10 | 218:151    | 0+67  | 17:30   |
| 3.  | KSV Ketsch (N)         | 10 | 178:189    | 0−11  | 12:80   |
| 4.  | TSV Dewangen (N)       | 10 | 173:197    | 0−24  | 06:14 * |
| 5.  | RKG Freiburg 2000      | 10 | 169:202    | 0−33  | 06:14 * |
| 6.  | AB Aichhalden (N)      | 10 | 123:248    | −125  | 00:20   |

### Staffel Südost
In der Staffel Südost errang der Vorsaison-Vizemeister SV Siegfried Hallbergmoos ohne Niederlage den ersten Tabellenplatz vor dem SC Anger.
| Pl. | Verein                    | K. | Kampfpkte. | Diff. | Pkte. |
| --- | ------------------------- | -- | ---------- | ----- | ----- |
| 1.  | SV Siegfried Hallbergmoos | 10 | 258:102    | +156  | 20:00 |
| 2.  | SC Anger                  | 10 | 213:153    | 0+60  | 15:50 |
| 3.  | Wacker Burghausen         | 10 | 215:144    | 0+71  | 12:80 |
| 4.  | RWG Mömbris-Königshofen   | 10 | 182:174    | 0+8   | 09:11 |
| 5.  | SV St. Johannis 07 (N)    | 10 | 102:249    | −147  | 04:16 |
| 6.  | SC Siegfried Kleinostheim | 10 | 103:251    | −148  | 00:20 |

## Zwischenrunde
| Legende | Legende                           |
| ------- | --------------------------------- |
|         | Qualifikation für die Endrunde    |
|         | Rückzug während der Zwischenrunde |
| (M)     | Meister der Vorsaison             |

Die Wettkämpfe der Zwischenrunde fanden zwischen dem 9. Dezember 2006 und dem 27. Januar 2007 statt.
Der VfK Schifferstadt, seit 1965 ununterbrochen in der 1. Bundesliga vertreten und mit neun Meisterschaften bis dato erfolgreichster Bundesligaverein, musste seine Mannschaft aus finanziellen Gründen während der laufenden Zwischenrunde vom Wettkampfbetrieb zurückziehen und Insolvenz einreichen.
Der KSV Witten 07, der KSV Köllerbach, der SV Germania Weingarten und der 1. Luckenwalder SC wurden Sieger ihrer jeweiligen Zwischenrundengruppen.

### Gruppe A
| Pl. | Verein                        | K. | Kampfpkte. | Diff. | Pkte. |
| --- | ----------------------------- | -- | ---------- | ----- | ----- |
| 1.  | KSV Witten 07                 | 6  | 134:740    | +60   | 10:20 |
| 2.  | SV Siegfried Hallbergmoos     | 6  | 132:910    | +41   | 9:3   |
| 3.  | TSV Dewangen                  | 6  | 102:117    | −15   | 4:8   |
| 4.  | KG Frankfurt/Eisenhüttenstadt | 6  | 066:152    | −86   | 01:11 |

### Gruppe B
| Pl. | Verein         | K. | Kampfpkte. | Diff. | Pkte. |
| --- | -------------- | -- | ---------- | ----- | ----- |
| 1.  | KSV Köllerbach | 6  | 162:690    | +93   | 10:20 |
| 2.  | SC Anger       | 6  | 114:112    | 0+2   | 8:4   |
| 3.  | KSV Ketsch     | 6  | 105:121    | −16   | 4:8   |
| 4.  | KFC Leipzig    | 6  | 073:152    | −79   | 02:10 |

### Gruppe C
| Pl. | Verein                  | K. | Kampfpkte. | Diff. | Pkte.  |
| --- | ----------------------- | -- | ---------- | ----- | ------ |
| 1.  | SV Germania Weingarten  | 6  | 134:850    | +49   | 10:2 * |
| 2.  | RWG Mömbris-Königshofen | 6  | 129:870    | +42   | 10:2 * |
| 3.  | FC Erzgebirge Aue       | 6  | 089:127    | −38   | 02:10  |
| 4.  | KSK Konkordia Neuss     | 6  | 085:138    | −53   | 02:10  |

### Gruppe D
| Pl. | Verein                 | K. | Kampfpkte. | Diff. | Pkte. |
| --- | ---------------------- | -- | ---------- | ----- | ----- |
| 1.  | 1. Luckenwalder SC (M) | 4  | 89:50      | +39   | 8:0   |
| 2.  | KSV Aalen 05           | 4  | 76:61      | +15   | 4:4   |
| 3.  | Wacker Burghausen      | 4  | 44:98      | −54   | 0:8   |
| 4.  | VfK Schifferstadt      | 0  | 0:0        | 0±0   | 0:0   |

## Play-offs
Die vier Gruppensieger der Zwischenrunde qualifizierten sich für das Halbfinale.

### Halbfinale
Die Halbfinalkämpfe fanden am 3. Februar und am 10. Februar 2007 statt.
|                        |                    | 1. Kampf | 2. Kampf | Gesamt |
| ---------------------- | ------------------ | -------- | -------- | ------ |
| KSV Witten 07          | KSV Köllerbach     | 09:27    | 7:31     | 16:58  |
| SV Germania Weingarten | 1. Luckenwalder SC | 13:23    | 7:29     | 20:52  |

### Finale
Die Finalkämpfe wurden am 24. Februar und am 3. März 2007 ausgetragen.
|                |                    | 1. Kampf     | 2. Kampf      | Gesamt |
| -------------- | ------------------ | ------------ | ------------- | ------ |
| KSV Köllerbach | 1. Luckenwalder SC | 23:13 (8:11) | 21:18 (12:10) | 44:31  |

Der Hinkampf fand in der Herrmann-Neuberger-Halle in Völklingen statt und konnte von Köllerbach für sich entschieden werden. Auch aus dem Rückkampf in der Luckenwalder Fläminghalle ging der KSV vor 1400 Zuschauern als Sieger gegen den 1. Luckenwalder SC hervor. Somit wurde der KSV Köllerbach deutscher Mannschaftsmeister 2006/07 im Ringen.

## Die Meistermannschaft
Der KSV Köllerbach trat im Finale der Saison 2006/07 mit folgender Mannschaft an:
Vladimir Togusov, Marek Sitnik, Albert Nourov, Dimitar Kumchev, Rafet Ilden, Jan Fischer, Jurij Kohl, Arcadii Tzopa, Andrej Shyyka, Konstantin Schneider, Oleg Kutscherenko, Vladislav Metodiev

## Relegation
| Legende | Legende                                                       |
| ------- | ------------------------------------------------------------- |
|         | Verbleib in der beziehungsweise Aufstieg in die 1. Bundesliga |
|         | Absteiger in die 2. Bundesliga                                |

Die Wettkämpfe der Relegation fanden parallel zu den Zwischenrundenkämpfen zwischen dem 9. Dezember 2006 und dem 27. Januar 2007 statt.

### Nordost
In Gruppe A der Staffel Nordost hatten es die beiden Erstligisten Thalheim und Rostock/Warnemünde sehr schwer. Die Thalheimer konnten sich letztlich gegen Greiz und Luftfahrt Berlin durchsetzten, während Rostock/Warnemünde in Gruppe B zwei Niederlagen gegen den Türkischen Ringerverein Berlin einstecken musste. Damit schafften es die Berliner in der Tabelle vor die Kampfgemeinschaft von der Ostsee und den AC Taucha, der alle seine Kämpfe verlor.
Gruppe A
| Pl. | Verein                     | K. | Kampfpkte. | Diff. | Pkte. |
| --- | -------------------------- | -- | ---------- | ----- | ----- |
| 1.  | RV Thalheim                | 4  | 79:65      | +14   | 5:3   |
| 2.  | RSV Rotation Greiz         | 4  | 65:86      | −21   | 4:4   |
| 3.  | SV Luftfahrt Ringen Berlin | 4  | 76:69      | 0+7   | 3:5   |

Gruppe B
| Pl. | Verein                         | K. | Kampfpkte. | Diff. | Pkte. |
| --- | ------------------------------ | -- | ---------- | ----- | ----- |
| 1.  | Türkischer Ringerverein Berlin | 4  | 92:52      | +40   | 8:0   |
| 2.  | KG Rostock/Warnemünde          | 4  | 81:62      | +19   | 4:4   |
| 3.  | AC 1990 Taucha                 | 4  | 043:102    | −59   | 0:8   |

Die KG Rostock/Warnemünde verblieb trotz des zweiten Platzes in seiner Relegationsgruppe in der 1. Bundesliga, da diese den durch den Rückzug der VfK Schifferstadt vakanten Platz einnahm. Statt der Kampfgemeinschaft trat der PSV Rostock in der Folgesaison eigenständig an.

### West
In der Gruppe B nahmen nur Zweitligisten aus der 2. Bundesliga West teil, da in der 1. Bundesliga die Staffel West mit nur fünf, statt sechs Vereinen, gestartet war.
Der ASV Hüttigweiler musste in der Gruppe A nur eine Niederlage gegen den ASV Pirmasens einstecken, wurde damit Gruppensieger und blieb in der 1. Liga. In der Gruppe B konnte der ASV Mainz 1888 alle seine Kämpfe gewinnen und stieg damit eindrucksvoll in die höchste Ringer-Liga auf.
Gruppe A
| Pl. | Verein           | K. | Kampfpkte. | Diff. | Pkte. |
| --- | ---------------- | -- | ---------- | ----- | ----- |
| 1.  | ASV Hüttigweiler | 4  | 83:63      | +20   | 6:2   |
| 2.  | ASV Pirmasens    | 4  | 74:68      | 0+6   | 4:4   |
| 3.  | TKSV Duisdorf    | 4  | 59:85      | −26   | 2:6   |

Gruppe B
| Pl. | Verein                      | K. | Kampfpkte. | Diff. | Pkte. |
| --- | --------------------------- | -- | ---------- | ----- | ----- |
| 1.  | ASV Mainz 1888              | 4  | 108:420    | +66   | 8:0   |
| 2.  | TV Eintracht Aachen-Walheim | 4  | 60:83      | −23   | 2:6   |
| 3.  | RG Saarbrücken              | 4  | 51:94      | −43   | 2:6   |

### Südwest
In der Südwestrelegationsgruppe A konnte sich die RKG Freiburg deutlich gegen seine Konkurrenten Schorndorf und Baienfurt durchsetzen. Nach vier Kämpfen hatten die RKGler ein Punktverhältnis von 120:20, also durchschnittlich nur etwa 5 Gegenpunkte pro Kampf.
In der Gruppe B dagegen blieb es bis zuletzt spannend zwischen dem ehemaligen Erstligisten TuS Adelhausen und dem AB Aichhalden, 6. der Staffel Südwest. Am Ende hatten beide Vereine das Punkteverhältnis 6:2, doch der direkte Vergleich ließ die Adelhausener als Tabellenführer dastehen (17:18 und 18:15 = 35:33 für Adelhausen).
Gruppe A
| Pl. | Verein                   | K. | Kampfpkte. | Diff. | Pkte. |
| --- | ------------------------ | -- | ---------- | ----- | ----- |
| 1.  | RKG Freiburg 2000        | 4  | 120:200    | +100  | 8:0   |
| 2.  | ASV Bauknecht Schorndorf | 4  | 52:90      | 0−38  | 4:4   |
| 3.  | KG Baienfurt             | 4  | 043:105    | 0−62  | 0:8   |

Gruppe B
| Pl. | Verein         | K. | Kampfpkte. | Diff. | Pkte. |
| --- | -------------- | -- | ---------- | ----- | ----- |
| 1.  | TuS Adelhausen | 4  | 87:50      | +37   | 6:2   |
| 2.  | AB Aichhalden  | 4  | 80:59      | +21   | 6:2   |
| 3.  | RG Hausen-Zell | 4  | 41:99      | −58   | 0:8   |

### Südost
In der Relegation Südost konnte der Nürnberger SV St. Johannis die Relegationsphase ohne Niederlage überstehen und hielt somit seine Erstklassigkeit.
In der Gruppe B konnte der SV Siegfried Kleinostheim den Klassenerhalt nicht erreichen. Der ASV Hof wird ab 2007 in der 1. Ringer-Bundesliga kämpfen. Seeheim wurde abgeschlagener Dritter.
Gruppe A
| Pl. | Verein             | K. | Kampfpkte. | Diff. | Pkte. |
| --- | ------------------ | -- | ---------- | ----- | ----- |
| 1.  | SV St. Johannis 07 | 4  | 93:49      | +44   | 7:1   |
| 2.  | AC Lichtenfels     | 4  | 80:60      | +20   | 5:3   |
| 3.  | TSV Westendorf     | 4  | 040:104    | −64   | 0:8   |

Gruppe B
| Pl. | Verein                    | K. | Kampfpkte. | Diff. | Pkte. |
| --- | ------------------------- | -- | ---------- | ----- | ----- |
| 1.  | ASV Hof                   | 4  | 90:54      | +36   | 7:1   |
| 2.  | SC Siegfried Kleinostheim | 4  | 79:66      | +13   | 5:3   |
| 3.  | KSV Seeheim               | 4  | 50:99      | −49   | 0:8   |